# Мюге, Франсис
Франси́с Фабье́н Мише́ль Мюге́ (фр. Francis Fabien Michel Muguet; род. 30 апреля 1955 г., — ум. 14 октября 2009 г.) — французский химик, выступавший за открытый доступ к информации и свободу её распространения.

## Биография
Защитил диссертацию по химии в Техасском технологическом университете в 1992 г., а также имел степень по юриспруденции. Он был исследователем в Национальной высшей школе передовых технологий ENSTA (фр. École Nationale Supérieure de Techniques Avancées) с 1993 по 2009, а последние месяцы своей жизни работал консультантом Международного союза электросвязи (International Telecommunication Union) и Университета Женевы (University of Geneva).
Борец за свободный и открытый доступ к научному контенту, он руководил Рабочей группой гражданского общества по научной информации, и был соруководителем Рабочей группы по патентам, торговым маркам и авторскому праву Всемирного саммита по информационному обществу (World Summit on the Information Society).
Франсис также известен как создатель модели глобального патронажа (pattern of global patronage), предназначенной для юридически обоснованных ответов против принятия глобальных лицензий на основе Бернской конвенции об авторском праве. Эта модель была поддержана его другом Ричардом Столлманом (Richard Stallman), который выступил соавтором Франсиса Луизианской декларации на семинаре, организованном 12 марта 2009 г. Интернет-обществом Франции. Франсис был одним из основателей Общества принятия и распространения даров по принципам глобального патронажа (Society of acceptance and distribution of gifts inspired by the principles of global patronage). После известия о его смерти, в процесс издания книги La bataille Hadopi, для которой он написал одну из глав, были внесены изменения, и теперь эта книга посвящена его памяти.
Он был также активным участником Всемирной сети лингвистического разнообразия и контактным лицом Динамической коалиции по лингвистическому разнообразию при Форуме по управлению использованием интернета (Internet Governance Forum) и членом ICVolunteers. С 2001 по 2005 годы он был заместителем главного редактора MDPI Center Basel.
Последние годы Франсис Мюге активно занимался новым подходом к проблеме интернационализированных доменных имен, основанным на использовании множественных классов в запросах доменных имен, который открывает путь к открытой конкуренции в полностью свободном международном и многоязычном пространстве (см.). Это был один из самых последних проектов, над которым работал Франсис.
Адама Самассеку, президент подготовительного процесса Женевского этапа Всемирного саммита по информационному обществу и президент Maaya, писал в память о Франсисе Мюге: «Имея честь и привилегию председательствовать в ходе подготовки Женевского этапа Всемирного саммита по информационному обществу, могу подтвердить ту существенную роль, которую Франсис Мюге как представитель гражданского общества сыграл в принятии ключевых положений Женевской Декларации и Плана действий, особенно третьего ключевого принципа „Доступ к информации и знаниям“, параграф 28 которого, относящийся к открытости научного знания, был во многом инспирирован и написан им.»